# Kinepolis Jaarbeurs
Kinepolis Jaarbeurs is een bioscoop op het terrein van de Jaarbeurs in de Nederlandse stad Utrecht, met veertien filmzalen.

## Geschiedenis
In het kader van CU2030 was er op het terrein van de Jaarbeurs ruimte voor een megabioscoop. De bereikbaarheid per openbaar vervoer is ideaal in de zin dat de ingang van het Centraal station van Utrecht zich op 500 meter afstand van de bioscoop bevindt en de sneltramhalte op het Jaarbeursplein op 300 meter afstand zit van de bioscoop. Door het autoluw maken van de Croeselaan bevinden zich echter geen haltes meer dichterbij. Bezoekers die met de auto komen kunnen parkeren op de parkeerterreinen van de Jaarbeurs. Exploitant werd Kinepolis, een Belgische bioscoopketen die reeds 19 andere bioscopen in Nederland exploiteert. Het nieuw gebouwde restaurant wordt gedeeld met de Jaarbeurs waar de bioscoop mee verbonden is. In december 2016 was er een pre-opening, in maart 2017 werd het complex geopend.